# Morti nel 2005/Gennaio
| Questa pagina contiene informazioni ricavate automaticamente dalle voci biografiche con l'ausilio del template Bio e di un bot. L'aggiornamento è periodico e automatico e ricostruisce completamente la pagina. Se manca una persona in questa lista, sei pregato di non aggiungerla, ma accertati piuttosto che la sua voce biografica contenga il template Bio e che i dati anagrafici siano correttamente compilati. Se il template Bio manca, inseriscilo tu stesso o, in alternativa, metti l'avviso {{tmp\|Bio}} che ne segnala la mancanza. Se i dati riportati sono sbagliati, correggi direttamente la voce biografica; le modifiche saranno visibili in questa lista entro pochi giorni. Per chiarimenti vedi il progetto biografie. La lista contiene solo le 174 persone che sono citate nell'enciclopedia e per le quali è stato implementato correttamente il template Bio. Pagina aggiornata al 18 ago 2025. |

- 1º gennaio - Adriano Bolzoni, regista, sceneggiatore e giornalista italiano (n. 1919)
- 1º gennaio - Shirley Chisholm, politica e attivista statunitense (n. 1924)
- 1º gennaio - Hugh Davies, musicologo e compositore inglese (n. 1943)
- 1º gennaio - Adolfo Fiumanò, politico italiano (n. 1914)
- 1º gennaio - Eugene James Martin, pittore statunitense (n. 1938)
- 1º gennaio - Bob Matsui, politico statunitense (n. 1941)
- 1º gennaio - Dmitrij Neljubin, ciclista su strada e pistard sovietico (n. 1971)
- 1º gennaio - Willem Scholten, politico olandese (n. 1927)
- 2 gennaio - Arnold Denker, scacchista statunitense (n. 1914)
- 2 gennaio - Félix Galimi, schermidore argentino (n. 1921)
- 2 gennaio - Maclyn McCarty, genetista statunitense (n. 1911)
- 2 gennaio - Claude Meillassoux, antropologo francese (n. 1925)
- 2 gennaio - Barbara Pilavin, attrice italiana (n. 1923)
- 2 gennaio - Luis Prais, calciatore uruguaiano (n. 1925)
- 2 gennaio - Giuseppe Ripa, giornalista e poeta italiano (n. 1923)
- 3 gennaio - Will Eisner, fumettista statunitense (n. 1917)
- 3 gennaio - Misael Escuti, calciatore cileno (n. 1926)
- 3 gennaio - Alberto Giglioli, vescovo cattolico italiano (n. 1924)
- 3 gennaio - Brahim Izri, cantautore berbero (n. 1954)
- 3 gennaio - Warren J. Kemmerling, attore statunitense (n. 1924)
- 3 gennaio - Fritz Leandré, calciatore haitiano (n. 1948)
- 3 gennaio - Giovanni Ligasacchi, direttore di banda italiano (n. 1920)
- 3 gennaio - Arnaldo Salatti, imprenditore e dirigente sportivo italiano (n. 1923)
- 3 gennaio - Piero Zanchetta, politico italiano (n. 1922)
- 4 gennaio - Humphrey Carpenter, scrittore e biografo britannico (n. 1946)
- 4 gennaio - Guy Davenport, scrittore, illustratore e docente statunitense (n. 1927)
- 4 gennaio - Frank Harary, matematico e informatico statunitense (n. 1921)
- 5 gennaio - Martín Acosta y Lara, cestista uruguaiano (n. 1925)
- 5 gennaio - René Le Hénaff, montatore e regista francese (n. 1901)
- 5 gennaio - Cesare Medail, scrittore e giornalista italiano (n. 1943)
- 5 gennaio - Francesco Turnaturi, politico italiano (n. 1914)
- 6 gennaio - Verdi Barberis, sollevatore australiano (n. 1928)
- 6 gennaio - Friedrich Chlubna, compositore di scacchi austriaco (n. 1946)
- 6 gennaio - Emilia Cundari, soprano italiano (n. 1930)
- 6 gennaio - Sergio Fubini, fisico italiano (n. 1928)
- 6 gennaio - Rossana Maiorca, apneista italiana (n. 1960)
- 6 gennaio - Josef Musil, calciatore austriaco (n. 1920)
- 6 gennaio - Tarquinio Provini, pilota motociclistico italiano (n. 1933)
- 6 gennaio - Borís Timoféevič Štókolov, basso russo (n. 1930)
- 7 gennaio - Pierre Daninos, scrittore e umorista francese (n. 1913)
- 7 gennaio - Rosemary Kennedy, statunitense (n. 1918)
- 7 gennaio - Aleksandr Vladimirovič Prochorov, allenatore di calcio e calciatore sovietico (n. 1946)
- 7 gennaio - Achille Tarsia Incuria, avvocato, politico e dirigente sportivo italiano (n. 1912)
- 8 gennaio - Margherita Carosio, soprano e attrice italiana (n. 1908)
- 8 gennaio - Tage Fahlborg, canoista svedese (n. 1912)
- 8 gennaio - Suvad Katana, calciatore bosniaco (n. 1969)
- 8 gennaio - Friedrich Kuhn, bobbista tedesco (n. 1919)
- 8 gennaio - Song Renqiong, politico e generale cinese (n. 1909)
- 9 gennaio - Artidoro Berti, maratoneta italiano (n. 1920)
- 9 gennaio - Ricky Rodriguez, criminale statunitense (n. 1975)
- 10 gennaio - Georges Bernier, scrittore, comico e giornalista francese (n. 1929)
- 10 gennaio - María Enriqueta Betnaza, poetessa argentina (n. 1906)
- 10 gennaio - Ed Campion, cestista statunitense (n. 1915)
- 10 gennaio - Fernand Cazenave, rugbista a 15, allenatore di rugby a 15 e dirigente sportivo francese (n. 1924)
- 10 gennaio - Kalevi Hämäläinen, fondista finlandese (n. 1932)
- 10 gennaio - Helmut Losch, sollevatore tedesco orientale (n. 1947)
- 10 gennaio - Jan Pieter Schotte, cardinale e arcivescovo cattolico belga (n. 1928)
- 10 gennaio - Inessa Surenovna Tumanjan, regista sovietica (n. 1929)
- 10 gennaio - Giuseppina Carlotta del Belgio, principessa belga (n. 1927)
- 11 gennaio - Spencer Dryden, batterista statunitense (n. 1938)
- 11 gennaio - Fabrizio Meoni, pilota motociclistico italiano (n. 1957)
- 11 gennaio - Jerzy Pawłowski, schermidore polacco (n. 1932)
- 11 gennaio - Alessandro Ruspoli, IX principe di Cerveteri, nobile, socialite e attore italiano (n. 1924)
- 12 gennaio - Domiciano Cavém, calciatore portoghese (n. 1932)
- 12 gennaio - Ken Farmer, hockeista su ghiaccio canadese (n. 1912)
- 12 gennaio - Tullio Gonnelli, velocista italiano (n. 1912)
- 12 gennaio - Amrish Puri, attore indiano (n. 1932)
- 12 gennaio - Alessia di Matteo, italiano (n. 2003)
- 12 gennaio - Francisc Șimon, pallanuotista rumeno (n. 1927)
- 13 gennaio - Franca Ongaro, attivista e politica italiana (n. 1928)
- 13 gennaio - Nell Rankin, mezzosoprano statunitense (n. 1924)
- 14 gennaio - Giorgio Aebi, calciatore italiano (n. 1923)
- 14 gennaio - Alfred Hause, violinista, arrangiatore e direttore d'orchestra tedesco (n. 1920)
- 14 gennaio - Charlotte MacLeod, scrittrice canadese (n. 1922)
- 14 gennaio - Conroy Maddox, pittore e scrittore inglese (n. 1912)
- 14 gennaio - Carl Möhner, attore austriaco (n. 1921)
- 14 gennaio - Rocky Roberts, cantante statunitense (n. 1941)
- 14 gennaio - Jesús-Rafael Soto, pittore venezuelano (n. 1923)
- 14 gennaio - Irma de Antequeda, schermitrice argentina (n. 1920)
- 15 gennaio - Laura Alvini, clavicembalista e pianista italiana (n. 1946)
- 15 gennaio - Victoria de los Ángeles, soprano spagnolo (n. 1923)
- 15 gennaio - Deem Bristow, attore e doppiatore statunitense (n. 1947)
- 15 gennaio - Mino Durand, giornalista italiano (n. 1936)
- 15 gennaio - Elizabeth Janeway, scrittrice e critica letteraria statunitense (n. 1913)
- 15 gennaio - Ruth Warrick, attrice statunitense (n. 1916)
- 16 gennaio - Lucia Danieli, mezzosoprano italiano (n. 1927)
- 16 gennaio - Agustín González, attore spagnolo (n. 1930)
- 16 gennaio - Gudrun Wegner, nuotatrice tedesca (n. 1955)
- 17 gennaio - Carlo Battaglia, pittore italiano (n. 1933)
- 17 gennaio - José Bezerra da Silva, cantante, compositore e violinista brasiliano (n. 1927)
- 17 gennaio - Giorgio Ghezzi, politico italiano (n. 1932)
- 17 gennaio - Jack Harper, tennista australiano (n. 1914)
- 17 gennaio - Anatolij Kartašov, pallanuotista sovietico (n. 1937)
- 17 gennaio - Virginia Mayo, attrice e ballerina statunitense (n. 1920)
- 17 gennaio - Zhao Ziyang, politico cinese (n. 1919)
- 18 gennaio - Willehad Paul Eckert, sacerdote e teologo tedesco (n. 1926)
- 18 gennaio - Giannīs Pappas, scultore e pittore greco (n. 1913)
- 18 gennaio - Rino Sudano, attore teatrale, regista e drammaturgo italiano (n. 1941)
- 18 gennaio - Pez Whatley, wrestler statunitense (n. 1951)
- 19 gennaio - Lamont Bentley, attore statunitense (n. 1973)
- 19 gennaio - Anita Kulcsár, pallamanista ungherese (n. 1976)
- 19 gennaio - Joop Odenthal, calciatore e giocatore di baseball olandese (n. 1924)
- 20 gennaio - Parveen Babi, attrice indiana (n. 1954)
- 20 gennaio - Nicola Badaloni, politico e filosofo italiano (n. 1924)
- 20 gennaio - Per Borten, politico norvegese (n. 1913)
- 20 gennaio - Gianni Giadresco, partigiano, politico e scrittore italiano (n. 1927)
- 20 gennaio - Christel Justen, nuotatrice tedesca occidentale (n. 1957)
- 20 gennaio - Jan Nowak-Jeziorański, giornalista e patriota polacco (n. 1914)
- 21 gennaio - Sole Di Giuseppe, poeta italiano (n. 1921)
- 21 gennaio - Leonel Gabriel, pallanuotista uruguaiano (n. 1919)
- 21 gennaio - Henry Källgren, calciatore svedese (n. 1931)
- 21 gennaio - Girolamo La Penna, politico italiano (n. 1924)
- 21 gennaio - Johnny Sax, sassofonista e compositore italiano (n. 1930)
- 21 gennaio - Steve Susskind, attore statunitense (n. 1942)
- 21 gennaio - Ernest Vandiver, politico e generale statunitense (n. 1918)
- 22 gennaio - Frederick William Deakin, storico e militare britannico (n. 1913)
- 22 gennaio - Carlo Orelli, militare e supercentenario italiano (n. 1894)
- 22 gennaio - Tullio Piacentini, regista, sceneggiatore e giornalista italiano (n. 1919)
- 22 gennaio - Patsy Rowlands, attrice britannica (n. 1931)
- 22 gennaio - Priamo Varazzani, arbitro di calcio italiano (n. 1927)
- 22 gennaio - Consuelo Velázquez, pianista e compositrice messicana (n. 1916)
- 22 gennaio - Abd al-Aziz bin Muhammad al-Qasimi, sovrano emiratino (n. 1937)
- 23 gennaio - Johnny Carson, conduttore televisivo e comico statunitense (n. 1925)
- 23 gennaio - Renato Ferrini, pittore e disegnatore italiano (n. 1910)
- 23 gennaio - Julij Jur'evič Karasik, regista sovietico (n. 1923)
- 23 gennaio - Gino Merlo, calciatore italiano (n. 1917)
- 23 gennaio - Bernd Schramm, attore, doppiatore e conduttore radiofonico tedesco (n. 1951)
- 24 gennaio - June Bronhill, soprano australiano (n. 1929)
- 24 gennaio - Baldassarre Furnari, politico italiano (n. 1932)
- 24 gennaio - Giovanni Gao Kexian, vescovo cattolico cinese (n. 1927)
- 24 gennaio - Else Krüger, tedesca (n. 1915)
- 24 gennaio - Agostino Lombardo, anglista, critico letterario e traduttore italiano (n. 1927)
- 24 gennaio - Attilio Romanò, imprenditore italiano (n. 1975)
- 25 gennaio - Renzo Accordi, ciclista su strada italiano (n. 1930)
- 25 gennaio - Luciano Foà, editore e traduttore italiano (n. 1915)
- 25 gennaio - Karl-Heinz Ilsch, calciatore tedesco orientale (n. 1927)
- 25 gennaio - Philip Johnson, architetto statunitense (n. 1906)
- 25 gennaio - Ray Peterson, cantante statunitense (n. 1939)
- 25 gennaio - Joop Rohner, pallanuotista olandese (n. 1927)
- 25 gennaio - Giovanni Sacchi, designer e progettista italiano (n. 1913)
- 25 gennaio - Nettie Witziers-Timmer, velocista olandese (n. 1923)
- 26 gennaio - Rudi Falkenhagen, attore olandese (n. 1933)
- 26 gennaio - Jackie Henderson, calciatore scozzese (n. 1932)
- 26 gennaio - Inge Pohmann, tennista tedesca
- 27 gennaio - Luciano Agosti, calciatore italiano (n. 1920)
- 27 gennaio - Guy Daignault, pattinatore di short track canadese (n. 1954)
- 27 gennaio - Fawzia d'Egitto, principessa egiziana (n. 1940)
- 27 gennaio - Davide Turconi, giornalista e storico del cinema italiano (n. 1911)
- 28 gennaio - Daniel Branca, fumettista argentino (n. 1951)
- 28 gennaio - Jim Capaldi, cantante e batterista britannico (n. 1944)
- 28 gennaio - Lucien Carr, giornalista statunitense (n. 1925)
- 28 gennaio - Glauco Gilardoni, calciatore italiano (n. 1940)
- 28 gennaio - Karen Lancaume, attrice pornografica francese (n. 1973)
- 28 gennaio - Paul A. Partain, attore statunitense (n. 1946)
- 28 gennaio - Emo Roffi, allenatore di calcio e calciatore italiano (n. 1922)
- 28 gennaio - Jacques Villeret, attore francese (n. 1951)
- 29 gennaio - Toni Berger, attore tedesco (n. 1921)
- 29 gennaio - Ron Feinberg, attore statunitense (n. 1932)
- 29 gennaio - Jean Hengen, arcivescovo cattolico lussemburghese (n. 1912)
- 29 gennaio - Ephraim Kishon, scrittore, umorista e regista israeliano (n. 1924)
- 29 gennaio - Enzo Rosignoli, calciatore italiano (n. 1926)
- 30 gennaio - Martyn Bennett, musicista britannico (n. 1971)
- 30 gennaio - Maurice Desimpelaere, ciclista su strada e pistard belga (n. 1920)
- 30 gennaio - Fernaldo Di Giammatteo, critico cinematografico e storico italiano (n. 1922)
- 30 gennaio - André Fontaine, pittore e giornalista canadese (n. 1926)
- 30 gennaio - William Donald Kelley, dentista statunitense (n. 1925)
- 30 gennaio - Ettore Nadiani, pittore, incisore e disegnatore italiano (n. 1905)
- 30 gennaio - Dario Sala, inventore italiano (n. 1912)
- 31 gennaio - Roy Bicknell, allenatore di calcio e calciatore inglese (n. 1926)
- 31 gennaio - Claudio Buziol, imprenditore italiano (n. 1957)
- 31 gennaio - Jack Collins, attore statunitense (n. 1918)
- 31 gennaio - Donato Müller, calciatore svizzero (n. 1934)
- 31 gennaio - Marcos Sánchez Carmona, cestista cileno (n. 1924)
- 31 gennaio - Wilson Carlos dos Santos, arbitro di calcio brasiliano (n. 1942)